# Bathymicrops belyaninae
Bathymicrops belyaninae är en fiskart som beskrevs av Nielsen och Merrett 1992. Bathymicrops belyaninae ingår i släktet Bathymicrops och familjen Ipnopidae. Inga underarter finns listade.